# Нижній Дунавець
Нижній Дунавець, Дунавецу-де-Жос (рум. Dunavățu de Jos) — село у повіті Тулча в Румунії. Входить до складу комуни Мурігіол.
Село розташоване на відстані 254 км на схід від Бухареста, 39 км на південний схід від Тулчі, 101 км на північний схід від Констанци, 105 км на південний схід від Галаца.

## Населення
За даними перепису населення 2002 року у селі проживали 710 осіб.
Національний склад населення села:
| Національність   | Кількість осіб | Відсоток |
| ---------------- | -------------- | -------- |
| румуни           | 606            | 85,4%    |
| українці         | 91             | 12,8%    |
| росіяни-липовани | 13             | 1,8%     |

Рідною мовою назвали:
| Мова       | Кількість осіб | Відсоток |
| ---------- | -------------- | -------- |
| румунська  | 606            | 85,4%    |
| українська | 91             | 12,8%    |
| російська  | 13             | 1,8%     |